# گلوگوکالین
گلوگوکالین (به انگلیسی: Glucogallin) با فرمول شیمیایی C۱۳H۱۶O۱۰ یک ترکیب شیمیایی با شناسه پاب‌کم ۱۲۴۰۲۱ است. که جرم مولی آن ۳۳۲٫۲۶ g/mol می‌باشد. 